# Echoes, Silence, Patience & Grace
Az Echoes, Silence, Patience & Grace az amerikai Foo Fighters hatodik stúdióalbuma, ami 2007. szeptember 25-én jelent meg. Az album producere Gil Norton, aki már a második albumukon is dolgozott a csoporttal.
Az album a Brit albumlistán rögtön az első helyre került. Az albumból az első héten összesen 135,685 példányt adtak el. Az album szintén platinalemez lett Ausztráliában és Új-Zélandon. Az Egyesült Államokban a Billboard 200-ban a #3 helyet szerezte meg.
A Grammy-díj kiosztón az album megnyerte az év albuma címet és a legjobb rock album címet is.

## Számok
| 1.    | The Pretender                            | 4:29 |
| 2.    | Let It Die                               | 4:05 |
| 3.    | Erase/Replace                            | 4:13 |
| 4.    | Long Road to Ruin                        | 3:44 |
| 5.    | Come Alive                               | 5:10 |
| 6.    | Stranger Things Have Happened            | 5:21 |
| 7.    | Cheer Up, Boys (Your Make-Up Is Running) | 3:41 |
| 8.    | Summer's End                             | 4:37 |
| 9.    | The Ballad of the Beaconsfield Miners    | 2:32 |
| 10.   | Statues                                  | 3:47 |
| 11.   | But, Honestly                            | 4:35 |
| 12.   | Home                                     | 4:52 |
| 51:12 |                                          |      |

Bónusz számok:
| #  | Cím                   | Hossz |
| -- | --------------------- | ----- |
| 1. | Once & For All (Demo) | 3:47  |
| 2. | Seda                  | 3:44  |

## Közreműködők

### Foo Fighters
- Dave Grohl – ének, ritmusgitár, zongora (a Summer's End, Statues és a Home című daloknál.)
- Taylor Hawkins – dob, zongora, hátté vokál
- Nate Mendel – basszusgitár
- Chris Shiflett – szólógitár, háttérvokál

### Egyéb közreműködők
- Gil Norton – producer
- Adrian Bushby – hangmérnök
- Jake Davies – hangmérnök
- John Lousteau – segéd hangmérnök
- Rich Costley – mixer
- Claudius Mittendorfer – segéd mixer
- Laura Kleinhenz – fotográfus
- Ben Watts – fotográfus

## Helyezések
| Lista (2007)                                  | Helyezés |
| --------------------------------------------- | -------- |
| Ausztrália (ARIA Top 50 Albums)               | 1        |
| Ausztria (Ö3 Austria Top 40)                  | 4        |
| Belgium (Ultratop Flandria)                   | 1        |
| Belgium (Ultratop Vallónia)                   | 14       |
| Csehország (ČNS IFPI Albums Top 100)          | 26       |
| Dánia (Hitlisten Album Top 40)                | 11       |
| Egyesült Királyság (UK Albums Chart)          | 1        |
| European Top Albums Chart                     | 2        |
| Finnország (Musiikkituottajat Albumit Top 50) | 7        |
| Franciaország (SNEP Album Top 100)            | 24       |
| Hollandia (Dutch Charts Album Top 100)        | 6        |
| Írország (IRMA)                               | 2        |
| Japán (Oricon)                                | 6        |
| Kanada (Billboard Canadian Albums Chart)      | 1        |
| Lengyelország (ZPAV Album Top 50)             | 40       |
| Magyarország (MAHASZ Top 40 albumlista)       | 33       |
| Mexikó (Top 100 México)                       | 50       |
| Németország (Media Control Top 100 Album)     | 3        |
| Olaszország (FIMI Album Top 20)               | 15       |
| Portugália (AFP Top 30 Albums)                | 18       |
| Spanyolország (PROMUSICAE Top 100 Álbumes)    | 43       |
| Svájc (Schweizer Hitparade Top 100 Albums)    | 2        |
| Svédország (Sverigetopplistan Top 60 Albums)  | 9        |
| USA Billboard 200                             | 3        |
| USA Top Rock Albums (Billboard)               | 1        |
| Új-Zéland (Recorded Music NZ Top 40 Albums)   | 1        |
| World Album Chart                             | 2        |